# Анрі Жилардоні
Анрі Жилардоні (фр. Henri Gilardoni, 28 січня 1876 — 21 травня 1937) — французький яхтсмен.
Олімпійський чемпіон 1900 року в першому запливі в класі 3—10 тонн.